# سیارک ۱۲۳۸۶
سیارک ۱۲۳۸۶ (به انگلیسی: 12386 Nikolova، نامگذاری:1994UK5) دوازده هزار و سیصد و هشتاد و ششمین سیارک کشف شده‌است که در ۲۸ اکتبر ۱۹۹۴ کشف شد.
قدر مطلق سیارک برابر ۲۸.۲ است.